# Congrès des syndicats des Fidji
Le Congrès des Syndicats des Fidji (anglais : Fiji Trades Union Congress) est l'organisation fédératrice des syndicats fidjiens.

## Histoire
Le FTUC est né en 1951 avec le nom de Congrès des Travailleurs industriels des Fidji (Fiji Industrial Workers Congress) et sous la présidence de pandit Ami Chandra, fondateur et président du Syndicat des Enseignants des Fidji.
La fédération rassemble alors cinq syndicats : le Syndicat des Travailleurs du Sucre (Chini Mazdur Sangh, en hindi des Fidji), le Syndicat des Enseignants des Fidji, le Syndicat des Travailleurs fidjiens des Mines (Fijian Mineworkers Union), le Syndicat des Employés des aéroports des Fidji (Fiji Airport Employees Union) et le Syndicat des Employés du Département des Travaux publics des Fidji (Fiji Public Works Department Employees Union). Leur rassemblement en une fédération se fait sur recommandation du sous-secrétaire d'État aux Colonies du gouvernement travailliste britannique, John Dugdale, lors d'une réunion aux Fidji avec leurs représentants respectifs. Elle devient le Congrès des Syndicats des Fidji en 1973.

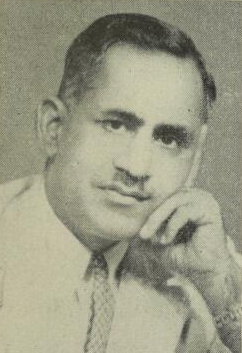
Ami Chandra, président inaugural du FTUC en 1952.

Durant la période coloniale britannique, c'est-à-dire avant l'indépendance du pays en 1970, la fédération des syndicats participe à d'importantes grèves dont celle des travailleurs des mines en 1955, celle des travailleurs de l'industrie sucrière en 1957, celle des ouvriers de la distribution du pétrole en 1959 et celle des fermiers des plantations de cane à sucre en 1960, obtenant de la part du gouvernement la création d'un service d'arbitrage en 1954 et d'un Conseil des Salaries en 1957.
Après la victoire aux élections législatives de 1987 du Parti travailliste fidjien issu du FTUC, et la formation d'un gouvernement par le syndicaliste Timoci Bavadra, un coup d'État militaire presque immédiat instaure un régime militaire de transition puis restitue le pouvoir à l'aristocratie autochtone perdante des élections, en la personne du chef Ratu Kamisese Mara. L'économie des Fidji périclite et le FTUC participe aux mouvements de protestation contre le nouveau régime anti-démocratique. Taniela Veitata, le ministre de l'Emploi et des Relations sociales, critique et menace les organisations syndicales, et le gouvernement introduit des décrets pour les restreindre et les réprimer,. 
En 2011, un décret (Essential National Industries (Employment) Decree 2011 (en)) du régime militaire issu du coup d'État de 2006 restreint fortement les activités des syndicats et leur défense des intérêts des travailleurs. En particulier, il annule tous les accords collectifs existant entre syndicats et entreprises (art. 8), soumet l'élection de représentants syndicaux à l'approbation du gouvernement (art. 10), permet aux employeurs d'annuler unilatéralement les accords collectifs passés avec les syndicats (art. 17) et n'autorise les grèves qu'à l'issue de trois ans de négociations infructueuses avec l'employeur concerné. Une grève doit alors être annoncée au moins vingt-huit jours à l'avance, et est soumise à l'autorisation du gouvernement, qui peut ensuite unilatéralement y mettre fin. L'employeur peut licencier les employés grévistes. Toute personne participant à une grève illégale peut être punique de cinq ans d'emprisonnement et d'une amende de 50 000 dollars fidjiens (environ 20 250 euro) (art. 27). Le décret est vivement condamné par Amnesty International, et le Congrès des Syndicats du Royaume-Uni appelle à une mobilisation internationale de solidarité avec les syndicalistes et travailleurs fidjiens. Dans la foulée, le président et le secrétaire national du FTUC, Daniel Urai (en) et Felix Anthony, sont arrêtés.
Le régime militaire prend fin en 2014, et en 2015, lors de négociations tripartites avec le gouvernement et les représentants patronaux, le FTUC obtient que soient à nouveau reconnus la liberté d'association des syndicats, ainsi que le droit à la négociation collective. Durant les années qui suivent, toutefois, le FTUC souligne que le gouvernement refuse régulièrement d'accorder aux syndicats le droit de manifester, et impose à des employés des contrats individuels ne leur permettant pas de bénéficier de négociation collective.

## Dirigeants et engagement politique

### Secrétaires généraux
Ceci est une liste partielle des secrétaires généraux du FTUC.
| Nom               | Dates       | Fonctions | Remarques                                                                                                   |
| ----------------- | ----------- | --- | --- |
| Tomasi Vunisina   | 1951-1957   | inconnues | |
| Mohammed Ramzan   | 1960-1972   | Secrétaire général du Syndicat des Travailleurs des Travaux publics et alliés (Public Works and Allied Workers' Union)                      | Quitte ses fonctions pour être nommé ministre de la Sécurité sociale dans le gouvernement de Kamisese Mara. |
| James Raman       | 1973-1988   | Secrétaire général du Syndicat national des ouvriers d'usine et des ouvriers commerciaux (National Union of Factory and Commercial Workers) | |
| Mahendra Chaudhry | 1988-1988 ? | Secrétaire général de l'Association du service public fidjien (Fiji Public Service Association)                                             | Précédemment ministre des Finances en 1987 dans le gouvernement Bavadra.                                    |
| James Raman       | 1988 ?-1994 | Secrétaire général du Syndicat national des ouvriers d'usine et des ouvriers commerciaux (National Union of Factory and Commercial Workers) | |
| Felix Anthony     | depuis...?  | Secrétaire général du Syndicat des ouvriers généraux et de l'industrie sucrière                                                             | |

### Parti travailliste
Le FTUC fonde en 1985 le Parti travailliste fidjien, qui comme les autres partis travaillistes à travers le monde anglophone est créé pour être la voix politique des organisations syndicales et des travailleurs. Le Parti travailliste remporte les élections législatives fidjiennes de 1987 en coalition avec le Parti de la fédération nationale, puis les élections législatives de 1999, mais les gouvernements qui en résultent -le gouvernement Bavadra et le gouvernement Chaudhry- sont tous deux rapidement renversés par des coups d'État.
Felix Anthony, le secrétaire général du Syndicat national des travailleurs depuis 1990, est (en date de 2021) le secrétaire national du FTUC depuis 1999,. Il est sénateur travailliste de 2001 à 2006 puis est élu député travailliste à la Chambre des représentants aux élections de 2006, avant que le Parlement ne soit dissous par un coup d'État militaire quelques mois plus tard.
Daniel Urai (en), le secrétaire général du Syndicat national des Employés des Industries de l'Hôtellerie, de la Restauration et du Tourisme, est (en date de 2021) le président du FTUC. Il est député de la ville Lautoka à la Chambre des représentants pour le Parti travailliste durant la législature 2001-2006 et la brève législature de 2006.
Le FTUC subit une importante scission en 2002, lorsque quinze syndicats le quittent, reprochant à Felix Anthony sa trop grande proximité avec le Parti travailliste. Ils fondent le Conseil des Syndicats des îles Fidji (en) (FICTU) comme fédération rivale, avec pour secrétaire général Attar Singh (en), membre du Parti de la fédération nationale. Le FICTU se dissout finalement en 2018, ses membres réintégrant le FTUC.
En 2013, Felix Anthony, en conflit avec le chef du Parti travailliste Mahendra Chaudhry, quitte ce parti et fonde le Parti démocrate populaire (PDP). Après l'échec cinglant à la fois du PDP et du Parti travailliste aux élections de 2014, le PDP disparaît en 2018. Le Parti travailliste existe toujours et se veut un défenseur des syndicats mais n'est plus formellement associé au FTUC.

## Membres
En date de 2021, le FTUC fédère vingt-huit syndicats, représentant des travailleurs à la fois du secteur privé et du secteur public et couvrant environ 70 % des travailleurs salariés du pays, :
Syndicats d'ouvriers et d'autres travailleurs manuels
| Nom                                                                                 | Sigle         | Nom en anglais                                      | Secrétaire général (en 2021) | Remarque                                                              |
| ----------------------------------------------------------------------------------- | ------------- | --------------------------------------------------- | ---------------------------- | --------------------------------------------------------------------- |
| Syndicat national des Travailleurs                                                  | NUW           | National Union of Workers                           | Felix Anthony                |                                                                       |
| Syndicat national des Travailleurs des Usines et des Commerces                      | NUF&CW        | National Union of Factory and Commercial Workers    | Latileta Gaga                | Plus grand syndicat de travailleurs du secteur privé au sein du FTUC. |
| Syndicat des Travailleurs des Communications, des Mines et généraux                 | CMGWU         | Communications, Mining, General Workers Union       |                              |                                                                       |
| Syndicat des Travailleurs et Personnels des Mines des Fidji                         | FMSU          | Fiji Mine Workers Staff Union                       |                              |                                                                       |
| Syndicat des Fidji des Travailleurs du Bâtiment, de l'Énergie et de la Sylviculture | CETWUF        | Construction, Energy & Timber Workers Union of Fiji |                              |                                                                       |
| Association des Travailleurs de l'Électricité des Fidji                             | FEWA          | Fiji Electricity Workers Association                |                              |                                                                       |
| Syndicat des Travailleurs des Industries sylvicoles et associées                    | TWI&AWU – NUW | Tropic Wood Industries & Allied Workers Union       |                              |                                                                       |
| Syndicat des Employés de la Pacific Fishing Company                                 | PAFCOEU – NUW | PAFCO Employees Union                               | Vani Disusu                  |                                                                       |

Syndicats d'employés des transports et de l'hôtellerie
| Nom                                                                                              | Sigle   | Nom en anglais                                                         | Secrétaire général (en 2021) | Remarque                                                          |
| ------------------------------------------------------------------------------------------------ | ------- | ---------------------------------------------------------------------- | ---------------------------- | ----------------------------------------------------------------- |
| Syndicats des Travailleurs des Transports                                                        | TWU     | Transport Workers Union                                                |                              |                                                                   |
| Association des Dockers et Personnels associés des Fidji                                         | FLSSA   | Fiji Longshoreman and Staff Association                                | Attar Singh                  |                                                                   |
| Association fédérée des Personnels des Compagnies aériennes                                      | FASA    | Federated Airlines Staff Association                                   | Semisi Turagabaleti          | voir : Fiji Airways, Northern Air (en) et Pacific Island Air (en) |
| Syndicat des Personnels navigants des Fidji                                                      | FFATU   | Fiji Flight Attendants Trade Union                                     |                              |                                                                   |
| Syndicat des Employés des Hôtels et des Industries affiliées des Fidji                           | FHAIEU  | Fiji Hotels and Allied Industries Employees Union                      | Daniel Urai (en)             |                                                                   |
| Syndicat national des Employés des Industries de l'Hôtellerie, de la Restauration et du Tourisme | NUHCTIE | National Union of Hospitality, Catering & Tourism Industries Employees |                              |                                                                   |

Syndicats d'employés de l'administration publique
| Nom                                                                                    | Sigle      | Nom en anglais                                                  | Secrétaire général (en 2021) | Remarque |
| -------------------------------------------------------------------------------------- | ---------- | --------------------------------------------------------------- | ---------------------------- | --- |
| Syndicat national des Travailleurs municipaux                                          | NUMW       | National Union of Municipal Workers                             |                              | |
| Syndicat des Employés municipaux des Fidji                                             | MEUF – NUW | Municipal Employees Union Fiji                                  |                              | |
| Association des Personnels du Conseil municipal de Suva                                | SCCSA      | Suva City Council Staff Association                             |                              | Suva est la capitale du pays. |
| Association des Personnels des Autorités locales des Fidji                             | FLGOA      | Fiji Local Government Officers Association                      |                              | Voir : Administration territoriale des Fidji |
| Association des Employés du Comité aux Affaires fidjiennes et des Conseils provinciaux | FAB&PCEA   | Fijian Affairs Board & Provincial Council Employees Association |                              | Voir : Provinces des Fidji. Le « Comité aux Affaires fidjiennes » est l'ancien nom du Comité aux Affaires autochtones, qui dépend du ministère des Affaires autochtones (en). |
| Association des Employés du Comité de Fiducie des Terres autochtones                   | TLTBEA     | Itaukei Land Trust Board Employees Association                  |                              | Le Comité de Fiducie des Terres autochtones gère les terres qui sont la propriété collective de communautés autochtones, et dépend du ministère des Terres.                   |

Syndicats du secteur de l'enseignement
| Nom                                                              | Sigle | Nom en anglais                                       | Secrétaire général (en 2021) | Remarque                                   |
| ---------------------------------------------------------------- | ----- | ---------------------------------------------------- | ---------------------------- | ------------------------------------------ |
| Syndicat des Enseignants des Fidji                               | FTU   | Fiji Teachers Union                                  | Agni Deo Singh               |                                            |
| Association des Enseignants fidjiens                             | FTA   | Fijian Teachers Association                          |                              | Syndicat réservé aux Fidjiens autochtones. |
| Syndicat des Personnels de l'université du Pacifique Sud         | USPSU | The University of the South Pacific Staff Union      |                              | voir : Université du Pacifique Sud         |
| Association des Personnels de l'université du Pacifique Sud      | AUSPS | Association of University of the South Pacific Staff |                              |                                            |
| Association des Travailleurs de l'Université nationale des Fidji | FNUWA | Fiji National University Workers Association         |                              | voir : Université nationale des Fidji (en) |
| Association des Personnels de l'Université nationale des Fidji   | SAUF  | Staff Association of the University of Fiji          | Miriama Buitabaki            |                                            |

Autres
| Nom                                                                 | Sigle   | Nom en anglais                             | Secrétaire général (en 2021) | Remarque |
| ------------------------------------------------------------------- | ------- | ------------------------------------------ | ---------------------------- | --- |
| Syndicat des Employés des Banques et du Secteur financier des Fidji | FB&FSEU | Fiji Bank & Finance Sector Employees Union |                              | La Banque de réserve des Fidji est la banque centrale du pays, qui compte par ailleurs cinq banques privées. |
| Syndicat national des Travailleurs syndicaux                        | NUTUW   | National Union of Trade Union Workers      |                              | |

## Personnalités historiques
- B.D. Lakshman, président (1959-?)
- Mohammed Ramzan, secrétaire national (1961-1972)
- Pratap Chand, secrétaire national (1994-1999)

## Affiliation internationale
Le FTUC est en 1957 le premier congrès syndical d'un pays en développement des îles du Pacifique à devenir membre de la Confédération internationale des syndicats libres (CISL), où il rejoint le Conseil australien des syndicats et le Conseil des syndicats de Nouvelle-Zélande.
Le FTUC est aujourd'hui membre de la Confédération syndicale internationale (CSI), né en 2006 de la fusion de la CISL et de la Confédération mondiale du travail. Il est également membre de l'Organisation régionale de la CSI pour l'Asie et le Pacifique (en), dont le Fidjien Felix Anthony est le président depuis 2015,,.
Le FTUC se présente par ailleurs comme le garant du respect des droits des travailleurs fidjiens tels que définis par l'Organisation internationale du travail, dont les Fidji sont membres depuis 1974,.